# La Compañía de Santa Bárbara
La Compañía de Santa Bárbara es una pintura al óleo realizada en 1891 por el pintor Ramon Martí i Alsina, se encuentra expuesta en el Museo Nacional de Arte de Cataluña de Barcelona con el número de catálogo 010024-00, desde el año 1906 proveniente de la Diputación de Barcelona.

## Historia
Esta obra pertenece a la última etapa de Martí Alsina, al que le pareció que volviendo a la pintura histórica, de gran formato y con un tema «que tocase la fibra de la gente» haría que la crítica y el público le volviesen a mostrar el reconocimiento a su pintura que parecía haber quedado en el olvido.
El tema sobre la serie de la Guerra de la Independencia Española y el Sitio de Gerona de 1809 particularmente, era uno de los que le habían obsesionado desde hacía tiempo, tenía sin acabar aún la obra El gran día de Gerona y en esta nueva pintura puso todas sus esperanzas e ilusiones, como el mismo explicó:

De seguro removerá la opinión pública artística respecto a mi persona por ser cuadro de gran tamaño, atrevido, de asunto popular (…) Es innegable mi primer hecho, de mostrar con este acto, de volver a la vida pública y al palenque, y basta esto solo para obtener la mejor ventaja moral que es atraer las miradas a mí (…) Sea cual fuere el éxito del cuadro, se despertarán las antiguas amistades olvidadizas (…) Pero lo que es innegable, y esta es la última parte de mi opinión, es el que el cuadro tiene el porvenir natural, aunque sea después de mi muerte, en uno de los museos nacionales o provinciales, o municipales o particulares.
Carta (1891): Notas del pintor en relación a la obra La Compañía de Santa Bárbara.

Debido a su delicada situación financiera, la producción de esta obra la tuvo que financiar su yerno, Narciso Vendrell, que aparece como propietario en el catálogo de la exposición realizada en 1891 en el Palacio de Bellas Artes de Barcelona. Posteriormente Vendrell, vendió la obra por doce mil pesetas a la Diputación de Barcelona. La obra se integró en el catálogo del futuro Museo Municipal de Bellas Artes de Barcelona.

## Descripción
La composición de la obra la realizó, como era normal en él y en este tipo de pintura, de forma piramidal y con los personajes, colocados en un primer término del cuadro, ejecutados municiosamente y difuminándose a medida que se adentran hacia el fondo del cuadro, donde se aprecian unas arquitecturas de la ciudad de Gerona. La parte central muestra mujeres pertenecientes a la Compañía de Santa Bárbara, auxiliando a los heridos, llevan en su brazo izquierdo la cinta roja característica de este cuerpo militar femenino. Esta pintura seguramente estaba inspirada donde anteriormente había realizado otra obra suya conocida como Las heroínas de Santa Bárbara.